# Megaentalina cornucopiae
Megaentalina cornucopiae är en blötdjursart som först beskrevs av Charles Hercules Boissevain 1906.  Megaentalina cornucopiae ingår i släktet Megaentalina, ordningen Gadilida, klassen tandsnäckor, fylumet blötdjur och riket djur. Inga underarter finns listade i Catalogue of Life.